# Etheostoma simoterum
 Etheostoma simoterum és una espècie de peix de la família dels pèrcids i de l'ordre dels perciformes.

## Morfologia
Els mascles poden assolir els 7,7 cm de longitud total.

## Hàbitat
És un peix d'aigua dolça, bentopelàgic i de clima temperat (38°N-34°N).

## Distribució geogràfica
Es troba a Nord-amèrica: conques dels rius Cumberland i Tennessee a Virgínia, Carolina del Nord, Kentucky, Tennessee, Geòrgia i Alabama.